# Beidou
El sistema de navegación por satélite BeiDou (BDS; en chino, 北斗卫星导航系统; pinyin, Běidǒu Wèixīng Dǎoháng Xìtǒng) es un sistema de navegación por satélite chino. Se compone de dos constelaciones de satélites separadas. El primer sistema BeiDou, oficialmente llamado Sistema Experimental de Navegación por Satélite BeiDou y también conocido como BeiDou-1, consta de tres satélites que desde el 2000 han ofrecido cobertura limitada y servicios de navegación, principalmente para usuarios en China y regiones vecinas. Beidou-1 fue dado de baja a finales de 2012.
La segunda generación del sistema, llamada oficialmente sistema de navegación por satélite BeiDou (BDS) y también conocida como COMPASS o BeiDou-2, comenzó a funcionar en China en diciembre de 2011 con una constelación parcial de 10 satélites en órbita. Desde diciembre de 2012, ha estado ofreciendo servicios a clientes en la región de Asia-Pacífico.
En 2015, China comenzó la construcción del sistema BeiDou de tercera generación (BeiDou-3) para la constelación de cobertura global. El primer satélite BDS-3 se lanzó el 30 de marzo de 2015. A partir de octubre de 2018, se lanzaron quince satélites BDS-3. BeiDou-3 eventualmente tendrá 35 satélites y se espera que brinde servicios globales una vez que finalice en 2020. Cuando se complete, BeiDou proporcionará un sistema alternativo de navegación por satélite global al Sistema de Posicionamiento Global (GPS) de los Estados Unidos, al GLONASS ruso o al sistema europeo Galileo, y se espera que sea más precisos que estos. Se afirmó en 2016 que BeiDou-3 alcanzará una precisión milimétrica (con posprocesamiento).
Según China Daily, en 2015, quince años después de que se lanzara el sistema satelital, estaba generando una facturación de $ 31.5 mil millones al año para grandes compañías como China Aerospace Science and Industry Corp, AutoNavi Holdings Ltd. y China North Industries Group Corp. El 27 de diciembre de 2018, el sistema de navegación por satélite BeiDou comenzó a proporcionar servicios globales.
"Beidou" es el nombre chino para la constelación de la Osa Mayor.

Comparación de sistemas satelitales. GPS, GLONASS y Galileo (LEO); Beidou o Compass (MEO), Telescopio Espacial Hubble y constelación Iridium (Geoestacionarios), órbita de la Luna y tamaño nominal de la Tierra.